# ニコライ・ラドフスキー
ニコライ・ラドフスキー（Nikolai Ladovsky 1881年 - 1941年）は、ロシアの建築家。都市計画家。建築分野芸術分野での教育者及び研究者。
モスクワ絵画彫塑建築専門学校卒業。その後は発足したヴフテマスの建築学部にて教鞭を執る。
芸術集団ジフスクリプトアルフやインフクの会員で、アスノフやARUの創始者。教育者及び研究者としては建築のフォルム、構造や空間と心理的認識といった問題にあたった。またソ連で様式にとらわれない新しいフォルムを最初に提唱した建築家のひとりである。1921年には、芸術文化大学の建築家グループを創立。
都市計画の分野では、発展都市というコンセプトで、成長スピードとそれに伴って考慮した都市計画策定手法を開発していた。これをもとに、1930年に、パラポラ型都市理論発表。1924年から1925年モスクワ住宅地計画作成。1930年モスクワ・トヴェルスカヤ通り住区の設計を手がける。

## 代表作
- クラースヌイエヴォロータ駅
- トヴェルスカヤ通り沿いの集合住宅
- 地下鉄ルビャンカ駅プラットフォームホール
- モスクワ・クラスナヤ・ヴォロータの地下鉄エントランス･パビリオン　1935年
- リゾート都市計画コンペティション「緑のモスクワ」（グリーンシティ）1等当選案　1929年